# Kontagienlehre
Als Kontagienlehre wird die Auffassung bezeichnet, dass bei epidemischen Krankheiten eine Ansteckung durch Keime, durch direkten Kontakt oder durch die Luft erfolge. 
Sie wurde im 16. Jahrhundert von Girolamo Fracastoro formuliert und im 19. Jahrhundert zum Beispiel durch Jakob Henle wieder aufgegriffen. In der frühbakteriologischen Ära spielte der Streit mit der konkurrierenden Miasmalehre eine große Rolle.